# Christian Gottfried Ehrenberg
Christian Gottfried Ehrenberg (Delitzsch, 19 de abril de 1795 – Berlim, 27 de junho de 1876) foi um biólogo zoólogo e médico alemão.

## Vida
Ehrenberg estudou Biologia e Medicina em Berlim, onde se tornou amigo do famoso explorador Alexander von Humboldt. Em 1818 completa sua dissertação de doutorado sobre um fungo, Sylvae mycologicae Berolinenses. De 1802 a 1825, durante uma expedição científica ao Oriente Médio, coleta centenas de amostras de plantas e de animais. Visita certas regiões do Egito, o deserto da Líbia, o vale do Nilo e a costa norte do mar Vermelho, onde estuda mais detalhadamente os corais. Continua suas viagens pela Síria, Arábia e Abissínia. Certos resultados dessas viagens e importantes amostras são repertoriados por Humboldt em 1826. A seu retorno, Ehrenberg publica diversos artigos sobre as particularidades dos insetos e dos corais, bem como dois volumes Symbelae physicae (1828-1834), onde certas particularidades de mamíferos e de aves são repertoriadas. Outros comunicados são endereçados a sociedades científicas. Em 1829 acompanha Humboldt do leste da Rússia à fronteira chinesa. De volta à Alemanha, concentra-se no estudo de microorganismos microscópicos que, até então, jamais haviam sido estudados de maneira sistemática.
Durante aproximadamente 30 anos Ehrenberg examina amostras de água, de solo, de sedimentos e de rochas.
Ehrenberg foi nomeado professor de Medicina na Universidade Humboldt de Berlim em 1827 e eleito membro da Royal Society de Londres em 1837. Em 1839 a Geological Society of London lhe condecora com sua mais alta recompensa, a medalha Wollaston. Ele também foi o primeiro titular da medalha Leeuwenhoek em 1875.
Após sua morte, suas coleções foram depositadas no Museum für Naturkunde da Universidade Humboldt de Berlim. A coleção Ehrenberg é composta de 40 mil preparados microscópicos, 5 mil amostras brutas, 3 mil desenhos a lápis e a tinta e uma correspondência de cerca de mil cartas.

## Bacteriologia
O termo Bacterium foi introduzido somente em 1828, por Ehrenberg. O gênero Bacterium compreendia bactérias com formato de bastão não formadoras de esporos. O gênero foi considerado um nomen genericum rejiciendum em 1954 pela Comissão Internacional de Nomenclatura Bacteriana.

## Publicações
- Professor Whitney's neueste Erläuterungen der Californischen Bacillarien-Gebirge nebst Bemerkungen und Skizzen, den Aufbau von Bacillarien-Wänden betreffend. 1872. (Online)
- Gedächtnissrede auf Alexander von Humboldt. Oppenheim, Berlim 1870. (Online)
- Gedächtnissrede gehalten am 3. August 1856. Akademie der Wissenschaften, Berlim 1856. (Online)
- Über die Stellung der Universitäten im Staate und zur Gesamtbildung, sowie der Erfahrungswissenschaften zu dem Staate. Berlim 1856.
- Mikrogeologie. Das Erden und Felsen schaffende Wirken des unsichtbar kleinen selbstständigen Lebens auf der Erde. Voss, Leipzig 1854–56.
- Über die Formbeständigkeit und den Entwicklungskreis der Organischen Formen. Dümmler, Berlim 1852.
- Passat-staub und Blut-Regen, ein grosses organisches unsichtbares Wirken und Leben in der Atmosphäre. Akademie der Wissenschaften, Berlim 1849. (Online)
- Mittheilungen über den rothen Passatstaub und das dadurch bedingte Dunkelmeer der Araber. Reimer, Berlim 1848. (Online)
- Rede zur Feier des Leibnitzischen Jahrestages über Leibnitzens Methode, Verhältniss zur Natur, Forschung und Briefwechsel mit Leeuwenhoek. Voss, Leipzig, Berlim 1845.
- Verbreitung und Einfluss mikroskopischen Lebens in Süd- und Nord-Amerika. Berlim 1843. (Online)
- Über noch zahlreich jetzt lebende Thierarten der Kreidebildung. Berlim 1840. (Online)
- Die Bildung der europäischen, libyschen und arabischen Kreidefelsen und des Kreidemergels aus mikroskopischen Organismen. Berlim 1839. (Online)
- Mikroskopische Analyse des curländischen Meteorpapiers von 1686. Berlim 1839. (Online)
- Die Infusionsthierchen als vollkommene Organismen : ein Blick in das tiefere organische Leben der Natur: nebst einem Atlas von vierundsechszig colorirten Kupfertafeln, gezeichnet vom Verfasser. Voss, Leipzig 1838. (Online)
- Die fossilen Infusorien und die lebendige Dammerde. Berlim 1837. (Online)
- Beobachtung einer auffallenden bisher unerkannten Structur des Seelenorgans bei Menschen und Thieren. Berlim 1836. (Online)
- Zusätze zur Erkenntnis grosser Organisationen im kleinen Raume. Berlim 1836.
- Das Leuchten des Meeres: neue Beobachtungen nebst Übersicht der Hauptmomente der geschichtlichen Entwicklung dieses merkwürdigen Phänomens, Berlim: Druckerei der Königlichen Akademie der Wissenschaften 1835. (Vortrag vor der Königlichen Akademie der Wissenschaften Berlim 1834)
- Organisation in der Richtung des kleinsten Raumes. Berlim 1834.
- Zur Erkenntniss der Organisation in der Richtung des kleinsten Raumes. Dümmler, Berlim 1832.
- Organisation, Systematik und geograph. Verhältniss der Infusionsthierchen. Zwei Vorträge, in d. Akad. d. Wissensch. zu Berlim gehalten in d. J. 1828 u. 1830. Berlim 1830.
- Symbolae physicae, seu Icones et Descriptiones corporum naturalium novorum aut minus cognitorum […]. 9 Bände, Berlim 1828–45. (co: Friedrich Wilhelm Hemprich und Johann Christoph Klug)
- Die geographische Verbreitung der Infusionsthierchen in Nord-Africa und West-Asien. Berlim 1828.
- Naturgeschichtliche Reisen durch Nord-Afrika und West-Asien in den Jahren 1820 bis 1825 von Dr. W. F. Hemprich und Dr. C. G. Ehrenberg, Historischer Theil. Mittler, Berlim 1828. (Online)
- Reisen in Aegypten, Libyen, Nubien und Dongala. Mittler, Berlim, Posen, Bromberg 1828. (Online)
- Beitrag zur Characteristik der nordafrikanischen Wüsten. Schade, Berlim 1827.
- Sylvae mycologicae Berolinensis. Diss. inaug.; cum tab. aen. Bruschcke, Berlim 1818. (Online)